# 日本芳香族工業会
一般社団法人日本芳香族工業会（にほんほうこうぞくこうぎょうかい、英文名称The Japan Aronatic Industry Association,Inc）は、ベンゼン・フェノール・クレオソートなどタール製品およびタール系芳香族製品メーカーによる業界団体。

## 概要
- 所在地 - 〒103-0025　東京都中央区日本橋茅場町3-5-2　アロマビル6F

業務内容
- 芳香族・タール工業やその製品に関する調査統計、広報活動
- 技術改善、試験研究
- 製品の検定
- 工業標準化に関する研究
- 政府等に対する働きかけ

## 沿革
- 1948年（昭和23年）6月1日 - 日本タール協会設立。初代会長は八幡製鐵の稲山嘉寛。
- 1957年（昭和32年）5月25日 - 通商産業大臣（当時）より社団法人の認可を受ける。
- 1958年（昭和33年）4月 - 石油系芳香族メーカーが正会員として加盟。
- 1967年（昭和42年）8月1日 - 社団法人日本芳香族工業会に名称変更。